# HD 135344B
HD 135344B (SAO 206462) è una giovane stella di classe F V situata prospetticamente nella costellazione del Lupo e distante circa 440 anni luce dal Sistema solare.
È attorniata da un disco protoplanetario, osservato in dettaglio grazie allo strumento SPHERE del Very Large Telescope (VLT). Il disco presenta insolite strutture simili a bracci a spirale che si ipotizza siano stati generati da protopianeti massicci.

## Osservazione
HD 135344 è una binaria visuale, di cui HD 135344B è la componente più debole. HD 135344 ha una magnitudine di +7,76, mentre la sua compagna pari a +8,7. La coppia dunque non è visibile ad occhio nudo, ma è necessario almeno un piccolo telescopio.
La posizione moderatamente australe fa sì che la coppia di stelle sia osservabile preferibilmente dall'emisfero sud della Terra, in cui si mostra alta nel cielo nella fascia temperata e diventa circumpolare più a sud della latitudine 53º S, mentre dall'emisfero boreale essa è visibile da tutte le zone più a sud della latitudine 53º N.
Il periodo migliore per la sua osservazione nel cielo serale ricade nei mesi compresi fra fine marzo e agosto; nell'emisfero sud è visibile anche verso l'inizio della primavera, grazie alla declinazione australe della stella, mentre nell'emisfero nord può essere osservata in particolare durante i mesi tardo-primaverili boreali.

## Caratteristiche
La stella è una nana bianco-gialla in formazione, con un'età inferiore ai 10 milioni di anni. È classificata come una stella Ae/Be di Herbig. Ha una massa pari a 1,4 volte quella solare, un raggio all'incirca doppio di quello del Sole e una luminosità 5 volte maggiore.
La stella appartiene alla regione di formazione stellare Centauro superiore-Lupo.

### Il disco protoplanetario
HD 135344B fu identificata come una stella di Herbig nel 1988 nel corso della missione IRAS. Osservazioni spettroscopiche condotte dall'Osservatorio anglo-australiano portarono S. K. Dunkin e colleghi nel 1997 ad ipotizzare l'esistenza del disco circumstellare. Nello stesso periodo, la stella fu oggetto di osservazioni nell'infrarosso con l'Infrared Space Observatory (ISO). Negli anni 2000, fu osservata con il telescopio spaziale Spitzer e con il Very Large Telescope (VLT), Spitzer, in particolare, fornì le prime immagini del disco. l'analisi delle quali permise di identificare una cavità all'interno. La presenza della cavità fu confermata da diversi altri studi e misurata attraverso l'Atacama Large Millimeter Array (ALMA), che fornì per essa un raggio di 25 UA nel 2016.
Nello stesso anno furono condotte osservazioni del disco con lo spettrografo SPHERE del VLT. Si è riusciti ad ottenere, in tal modo, un'immagine estremamente dettagliata del disco che ha rivelato una struttura a spirale. È stato ipotizzato che tale configurazione sia determinata dal moto di due protopianeti gioviani.
Osservazioni successive effettuate nel 2025 con lo strumento ERIS del VLT dotato di coronografo hanno evidenziato l'alta probabilità che in uno dei bracci a spirale si stesse formando un protopianeta. Tale pianeta in formazione avrebbe le dimensioni doppie rispetto a Giove e una distanza dalla stella madre pari a quella di Nettuno dal Sole.